# 파탈라

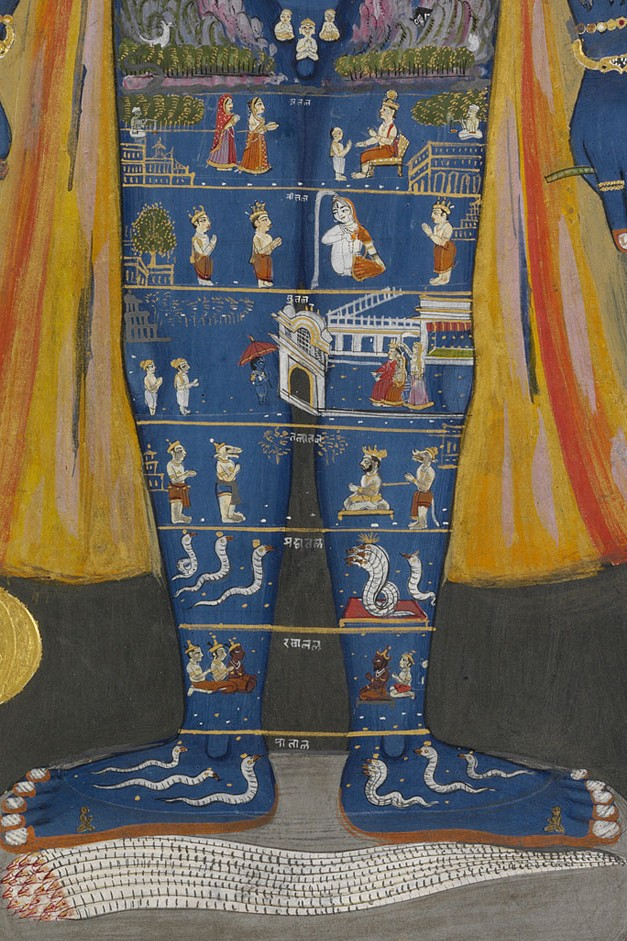
푸루샤로서의 비슈누 신의 다리는 지구와 파탈라의 여섯 영역을 묘사한다. 발은 셰샤에 있다.

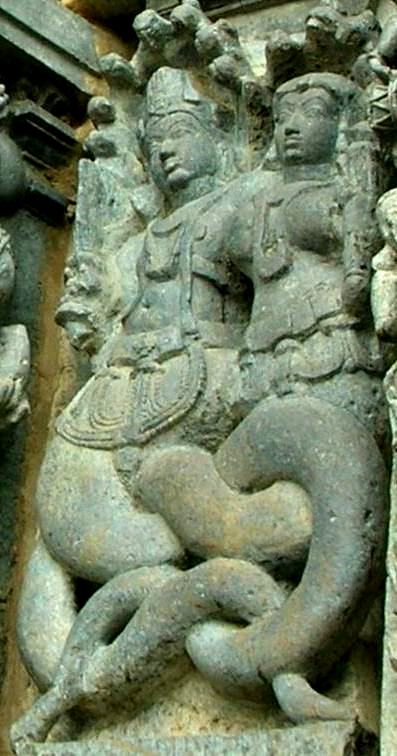
나가족은 나가로카라고 불리는 파탈라의 가장 낮은 영역에 살고 있다고 믿어진다.

파탈라(산스크리트어: पाताल)는 인도 종교에서 지상 차원 아래에 위치한 우주의 지하 영역을 나타낸다. 파탈라는 종종 명계 또는 지하 세계로 번역된다. 파탈라는 스바르가보다 더 아름다운 것으로 묘사된다(미묘한 차원, 느슨하게 천국으로 번역됨). 파탈라는 화려한 보석, 아름다운 숲과 호수로 가득 찬 것으로 묘사된다.
밀교에서 아수라가 거주하는 동굴은 파탈라의 입구이다. 이 아수라들, 특히 여성 아수라들은 종종 파드마삼바바와 같은 유명한 불교 인물에 의해 다르마팔라 또는 다키니로 "교화"(불교로 개종)된다.
힌두교 우주론에서 우주는 스바르가(천계), 프리티비 또는 마트야(지구/인간계) 및 파탈라(지하세계)의 삼계로 나뉜다. 파탈라는 7개의 영역/차원 또는 로카로 구성되며, 그 중 일곱 번째이자 가장 낮은 영역은 나가 지역인 파탈라 또는 나가로카라고도 한다. 다나바(다누의 악마 아들들), 다이트야(디티의 악마 아들들), 야크샤 및 뱀 인간 나가들은 파탈라의 영역에 살고 있다.

## 서지
- Dimmitt, Cornelia (2012). 《Classical Hindu Mythology: A Reader in the Sanskrit Puranas》. Temple University Press. ISBN 978-1-4399-0464-0.
- Māṇi, Veṭṭaṃ (1975). 《Puranic Encyclopaedia: A Comprehensive Dictionary With Special Reference to the Epic and Puranic Literature》. Delhi: Motilal Banarsidass. ISBN 0-8426-0822-2.
- Māṇi, Veṭṭaṃ (1998). 《Purāṇic Encyclopaedia: A Comprehensive Dictionary with Special Reference to the Epic and Purāṇic Literature》. Motilal Banarsidass. ISBN 978-81-208-0597-2.
- Mayer, Robert (2007). “The Importance of the Underworlds: Asuras' Caves in Buddhism, and Some Other Themes in Early Buddhist Tantras Reminiscent of the Later Padmasambhava Legends”. 《Journal of the International Association of Tibetan Studies》 3.
- Parmeshwaranand (2001). 《Encyclopaedic Dictionary of Puranas》. Sarup & Sons. ISBN 978-81-7625-226-3.
- Wilson, Horace Hayman (1865). 〈Chapter V〉. 《The Vishnu Purana (Translation)》. London: Trübner & Co. 209–213쪽.